# Marinebefehlshaber Dänemark
Die Dienststelle Marinebefehlshaber Dänemark wurde im April 1940 nach der deutschen Besetzung Dänemarks im Zweiten Weltkrieg als Kommandobehörde der Kriegsmarine mit Sitz in Kopenhagen aufgestellt. Im März 1943 erhielt sie die Bezeichnung Kommandierender Admiral Dänemark, und im April 1944 wurde sie in Kommandierender Admiral Skagerrak umbenannt. Der Befehlshaber unterstand der Marinestation der Ostsee in Kiel.

## Geschichte
Der Marinebefehlshaber war zunächst nur für die Standortangelegenheiten der in Dänemark stationierten Truppen der Kriegsmarine zuständig, die ansonsten entsprechend ihrem Standort den Marinestationen der Nordsee und der Ostsee unterstellt waren. Im Verlauf des Krieges wurde diese Doppelunterstellung aufgegeben, und die Kräfte wurden dem Marinebefehlshaber Dänemark in jeder Hinsicht unterstellt.
Nach der Bedingungslosen Kapitulation der Wehrmacht am 8. Mai 1945 blieb die Dienststelle zunächst bestehen. Der Kommandierende Admiral fungierte auf Weisung der Alliierten noch bis zum 4. August 1945 als Befehlshaber der deutschen Marinestreitkräfte in Dänemark und war für deren Rückführung verantwortlich.

## Unterstellte Dienststellen
Die in Dänemark stationierten Kräfte der Kriegsmarine waren zunächst in die beiden Abschnitte dänische Westküste und Nordjütland gegliedert. Hinzu kamen einige direkt unterstellte Hafenkapitäne. Im Oktober 1942 wurde der dritte Abschnitt Südjütland und dänische Inseln gebildet.
Nach der Reorganisation im Oktober 1942 gliederte sich der Befehlsbereich des Marinebefehlshabers bzw. Kommandierenden Admirals wie folgt:
- Direkt unterstellte Dienststellen
  - Marinefestungspionierstab Dänemark (Kopenhagen/Esbjerg/Frederikshavn) ab 1943
  - Kriegsmarinedienststelle Kopenhagen, 1944 umgewandelt in Seetransportchef Skagerrak
    - Dienststelle Aarhus
    - Kriegsmarinedienststelle Aalborg

  - 7. Flugmeldeabteilung (Kopenhagen/Aarhus) ab 1944
- Abschnitte (1942–1944)
  - Abschnitt dänische Westküste
  - Abschnitt Nordjütland
  - Abschnitt Südjütland und dänische Inseln

Im April 1944 wurden die Abschnitte in Seekommandanturen umgewandelt und neu zugeschnitten:
- Kommandant der Seeverteidigung Südjütland
- Kommandant der Seeverteidigung Nordjütland
- Kommandant der Seeverteidigung dänische Inseln

## Marinebefehlshaber/Kommandierende Admirale
Die folgenden Flaggoffiziere waren mit der Führung der Dienststelle betraut:
- Admiral Raul Mewis ab April 1940 Marinebefehlshaber Dänemark, ab Februar 1943 Kommandierender Admiral Dänemark
- Vizeadmiral/Admiral Hans-Heinrich Wurmbach ab März 1943 Kommandierender Admiral Dänemark, ab April 1944 Kommandierender Admiral Skagerrak bis August 1945

## Chefs des Stabes
- Kapitän zur See Hans Henning: von der Aufstellung bis Juni 1942, zeitgleich Marineattaché an der Deutschen Gesandtschaft in Kopenhagen
- Kapitän zur See Joachim von Gerlach: von Juni 1942 bis September 1942
- unbekannt
- Kapitän zur See Kurt Ihssen: von Dezember 1942 bis April 1944
- Kapitän zur See Max Freymadl: von April 1944 bis Kriegsende

## Bekannte Angehörige
- Friedrich Wilhelm Lübke, späterer schleswig-holsteinischer Ministerpräsident, von 1942 bis 1945 Leiter der Dienststelle Aarhus der Kriegsmarinedienststelle Kopenhagen im Dienstgrad Kapitänleutnant.[1]